# Ikari Warriors
Ikari Warriors é um jogo eletrõnico arcade de 1986 pela SNK (publicado nos Estados Unidos da América e Europa pela Tradewest). Conhecido simplesmente por 怒 (Ikari, literalmente "ódio") no Japão, este foi o primeiro grande lançamento da SNK nos EUA e tornou-se um clássico. O jogo foi lançado na época em que havia muitos clones de Commando no mercado. O que tornou imediatamente o Ikari Warriors algo diferente, foram os joysticks rotativos e a possibilidade de atuação simultânea por duas pessoas.